# Attilio Celant
Attilio Celant (ur. 28 grudnia 1942 w Polcenigo) – włoski ekonomista, geograf i pracownik akademicki oraz wykładowca uniwersytecki. Jeden z największych ekspertów w dziedzinie geografii ekonomicznej we Włoszech.

## Życiorys
W 1968 roku ukończył Ekonomię i Handel na Uniwersytecie „La Sapienza” w Rzymie. Od roku 1969 do 1972 był redaktorem w Instytucie Encyklopedii Włoskiej „Treccani”, a od 1972 do 2000 odpowiadał za Sekcję Geografii oraz Kartografii Tematycznej.
Od roku 1971 jest wykładowcą uniwersyteckim, od 1972 asystentem uniwersyteckim, od 1982 adiunktem, od 1986 profesorem nadzwyczajnym, a od 1989 profesorem zwyczajnym.

### Uniwersytet „La Sapienza” w Rzymie
- Członek Senatu Akademickiego jako Dziekan Wydziału Ekonomii (2002-2011).
- Przewodniczący Kolegium Dziekanów (1997- 2002).
- Doradca Administracyjny (1998-2002).
- Przewodniczący Ateneo Federato (Zjednoczonego Instytutu Badań Naukowych) Nauk Humanistycznych, Prawniczych i Ekonomicznych (2007-2008).

### Uniwersytet „La Sapienza” w Rzymie – Wydział Ekonomii
- Asystent (wydział- Geografia ekonomiczna (1972- 1983)), w roku akademickim 1971/1972 oraz od 1973/74 do roku akademickiego 1982/83 był wykładowcą nieetatowym Geografii Ekonomicznej.
- Adiunkt Geografii Ekonomicznej (1983-1986).
- Wykładowca nieetatowy Geografii Ekonomicznej (1986-1991).
- Profesor Zwyczajny (1991-dzisiaj).
- Dyrektor Kursu Doskonalenia w Ekonomii Turystyki (1998- 2000).
- Dyrektor Studiów Podyplomowych “Ekonomia i Zarządzanie Turystyką” (2000-2010).
- Dyrektor studiów Geograficzno-Ekonomicznych, Lingwistycznych, Statystycznych, Historycznych dla Analizy Regionalnej (1994-2002).
- Dziekan Wydziału Ekonomii Uniwersytetu „La Sapienza” w Rzymie (2002-2011).

### Uniwersytet „LUISS Guido Carli” – Wydział Ekonomii
- Wykładowca nieetatowy Geografii Polityczno-Ekonomicznej (1985-1986).

### Uniwersytet w Udine – Wydział Języków i Literatury Obcej
- Profesor Nadzwyczajny Geografii Polityczno-Ekonomicznej (1986-1989).
- Profesor Zwyczajny Geografii Polityczno-Ekonomicznej (1989-1991).

### University of Pennsylvania– State College – Dept. of Geography
- Profesor wizytujący (1982)

## Działalność naukowa
Jego aktywność naukowa i badawcza rozwinęła się w kilku dziedzinach. Dotyczy ona tematyki rozwoju regionalnego oraz naruszenia równowagi terytorialnej szczególnie uwzględniając Kwestię Śródziemnomorską; w ramach tej aktywności przeprowadził badania w krajach rozwijających się, głównie w regionach Indii oraz Sahelu. Poruszał także kwestię metodologii geografii, rozwoju myśli geograficznej oraz roli przyrządów dla tej dyscypliny. Zajmował się problemami związanymi z rozwojem turystyki, rozwojem ekonomicznym oraz terytorialnym. Dotknął także tematów handlu międzynarodowego, ze szczególnym uwzględnieniem czynników konkurencyjności obszarowej.
Brał udział w wielu Narodowych Kongresach Geograficznych, wygłaszając kluczowe myśli (w 1986 w Turynie) lub „invited paper” (1996, Triest, dla inaugurującego okrągłego stołu).
Brał także udział w licznych Międzynarodowych Kongresach Geograficznych, przedstawiając główne założenia: Montreal (1972), Moskwa (1976), Tokio (1980).
- 1986: Wygłosił myśl przewodnią podczas „Konwentu na temat badań geograficznych we Włoszech 1960-1980”.

Ponadto, brał również udział w dorocznych kongresach AGG (Association of American Geographers), RSA (Regional Science Association) oraz AISRE (Associazione Italiana per le Scienze regionali – „Włoskie Stowarzyszenie Nauk Regionalnych”).
- 1979-1990: Zarządzał badaniami Narodowych Grup Pracy w obrębie tematu związanego z „Rozwojem krajów Trzeciego Świata” oraz „Tradycją i nowoczesnością w procesach rozwoju krajów obszaru Sahary”.
- 1982-1990: Koordynator jednostek operacyjnych, niegdyś, Finansowanego Projektu Transportu, obecnie, Finansowanego Projektu Włoskiej Ekonomii, obie zainicjowane i sponsorowane przez Krajową Radę do Spraw Badań Naukowych.
- 1989- 1991 Koordynator Narodowych Badań MURST na temat kartografii tematycznej.
- 1991-1993: Brał udział w projekcie: „Quadroter: Człowiek i Środowisko” Krajowej Rady do Spraw Badań Naukowych.
- 1995-1997: Koordynator lokalnego Projektu “Turystyka jako czynnik rozwoju i konkurencyjności obszaru Mezzogiorno” realizowanego przez Krajową Radę do Spraw Badań Naukowych.
- 1997-1998: Koordynator lokalnego projektu “Turystyka i naruszenie równowagi regionalnej” w ramach Strategicznego Projektu Turystyki Krajowej Rady do Spraw Badań Naukowych.
- 1999-2000: Koordynator krajowego Projektu “Innowacja techniczna i zarządzająca oraz waloryzacja środowiskowa wysokiej agroturystyki” POM Misura 2.
- 2000-2001: Koordynator lokalnego projektu “Turystyka i naruszenie równowagi regionalnej: rola internetowych stron turystycznych o mniejszym znaczeniu” Drugiego Projektu Strategicznego „Turystyka i Rozwój ekonomiczny” Krajowej Rady do Spraw Badań Naukowych.
- 2002-2004: Narodowy koordynator naukowy PRIN (Programmi di Ricerca di Interesse Nazionale- Programy Badań o Zasięgu Krajowym) „Turystyka i rozwój produkcji: czynniki lokalne oraz konkurencyjność terytorialna”.
- 2005-2007: Narodowy koordynator naukowy PRIN (Programmi di Ricerca di Interesse Nazionale- Programy Badań o Zasięgu Krajowym) „Rozwój turystyczny i zmiany terytorialne. Obszary miejskie, ekosystemy oraz złożoność regionalna”.

Obecnie także Przewodniczącym Stowarzyszenia Absolwentów Ekonomii Uniwersytetu „La Sapienza” w Rzymie, które zrzesza najznakomitszych w tej dziedzinie włoskich przedstawicieli inteligencji

## Inna działalność
- 1983-1986: Brał udział w naukowej wizji, realizacji oraz publikacji „Atlasu ekonomiczno-handlowego Włoch”, wydanego przez Valerio Levi w 1987.
- 1974 do dzisiaj: Jeden z dyrektorów zbioru „Geografia i Społeczeństwo” publikowanego dla Franco Angeli, ukazało się ponad osiemdziesiąt wolumenów.
- 1985-1990: Jeden z dyrektorów zbioru „Studia Wyższe”, seria Geografia dla Nowych Włoch Nauki, Rzym.
- 2000-2002: Jeden z dyrektorów pierwszego dodatku do Małej Encyklopedii Włoskiej (Treccani), 2 tom, 2002.
- 2002-2005: Jeden z dyrektorów przeglądu naukowo-technicznego „XXI wiek”- VII dodatek do Wielkiej Encyklopedii Włoskiej, dzieło w trzech tomach. (2006-2007).
- 2006-2009: Jeden z dyrektorów przeglądu naukowo-technicznego „XXI wiek” w 6 tomach, 2009-2010 Wielkiej Encyklopedii Włoskiej.
- 2009-2011: Opiniotwórca ekonomiczny dla TG1 Ekonomia (Dziennik Ekonomiczny).

## Wybrane prace w oryginale
- A. Celant, Geografia e sviluppo regionale: un approccio metodologico per l’individuazione di unità territoriali intermedie, na Notiziario di Geografia Economica, Roma, 1970.
- A. Celant, Pordenone: la 4° provincia della regione Friuli-Venezia Giulia, na Notiziario di Geografia Economica, Roma, 1970.
- A. Celant, Didattica e contenuti scientifici della geografia: un divario da attenuare, Le Monnier, Firenze, 1971.
- A. Celant, Bolzano: le previsioni demografiche e il ruolo della geografia, na “Notiziario di Geografia Economica”, Roma, 1971.
- A. Celant, La siderurgia di Bolzano: il caso di un insediamento volontaristico, na Notiziario di Geografia Economica, Roma, 1971.
- A. Celant, Biblioteca di Geografia Economica, Le Monnier, Firenze, 1972.
- A. Celant, Indagine sull’insegnamento della geografia a livello d’istruzione secondaria e ipotesi per una didattica multimediale, RAI, Roma, 1972.
- A. Celant, La teoria dei Grafi: uno strumento di analisi della geografia economica, na Rivista di Politica Economica, Roma, 1972.
- A. Celant, La siderurgia nel mondo, na E. Massi, “La Geografia dell’acciaio, vol. 2°”, Giuffrè, Milano, 1972.
- A. Celant, Trasporti e porti del Mezzogiorno nel quadro della politica meridionalista, na Rivista di Politica Economica, Roma, 1976.
- A. Celant et al., Il 23° Congresso geografico internazionale, Società geografica italiana, Roma, 1977.
- A. Celant et al., Funzione della geografia in un mondo in trasformazione: Atti del Seminario in onore di C. Della Valle ed E. Migliorini, s.n, 1977.
- A. Celant et al., I nuovi programmi della scuola media: guida all’innovazione didattica e all’educazione democratica, Marsilio, Venezia, 1979.
- A. Celant, Il Mezzogiorno italiano, su Europa e Regione, 1979.
- A. Celant et al., Terzo mondo e nuove strategie di sviluppo, Franco Angeli, Milano, 1983.
- A. Celant i A. Vallega, Il pensiero geografico in Italia, Franco Angeli, Milano, 1984.
- A. Celant, La geografia dei divari territoriali in Italia, Sansoni, Firenze, 1986.
- A. Celant,  Nuova città, nuova campagna: l’Italia nella transizione, Pàtron, Bologna, 1988.
- A. Celant et al., Nuova città, nuova campagna, spazio fisico e territorio, Patron, Bologna, 1988.
- A. Celant et al., Struttura urbana e terziario alle imprese, CNR, Milano, 1989.
- A. Celant, I fondamenti della Geografia Economica, Kappa, Roma, 1990.
- A. Celant, A. Celant, Una classificazione della rete urbana italiana secondo la dotazione di servizi alle imprese, Quaderni di Studi e Ricerche n 2, Pubblicazione del Dipartimento, Roma, 1990.
- A. Celant, Caratteri generali e dinamica recente del fenomeno urbano in Italia, Il fenomeno urbano in Italia: interpretazioni, prospettive, politiche (a cura di G. Dematteis), Angeli, Milano, 1992.
- A. Celant, Città e terziario. I servizi alle famiglie e alle imprese per la valutazione dell’effetto città, Ecologia antropica, gennaio-agosto, 1993.
- A. Celant, Il Sahel: un sistema in crisi. Le ragioni alla base del processo di destrutturazione di una regione storico-naturale, na Rivista Geografica Italiana, dicembre, 1993.
- A. Celant, Geografia degli squilibri: i fattori economici e territoriali nella formazione e nell’andamento dei divari regionali in Italia, Kappa, Roma, 1994.
- A. Celant, Logica sistemica e compartimentazione territoriale: le città metropolitane, na Scritti in onore di Mario Lo Monaco, Kappa, Roma, 1994.
- A. Celant, Geografia degli squilibri, Kappa, Roma, 1994.
- A. Celant, Eliminating the Gap. Public Policies and the Development of the Italian South, Restructuring Processes in Italy, Società Geografica Italiana, Roma, 1994.
- A. Celant, Sahel. Geografia di una sconfitta, Pacini, Pisa, 1995.
- A. Celant, Turismo e squilibri regionali, na Rivista Geografica Italiana, Firenze, 1999.
- A. Celant, Gli apporti del turismo e il loro contributo alla formazione degli squilibri territoriali in Italia, na M. Colantoni, Turismo: una tappa per la ricerca, Pàtron, Bologna, 1999.
- A. Celant, Per una geografia del commercio estero italiano, na A. Celant, Commercio estero e competitività internazionale. Imprese e squilibri territoriali in Italia, SGI, Roma, 1999.
- A. Celant, Il turismo come fattore di crescita, competitività e occupazione nel Mezzogiorno e nel contesto delle regioni italiane ed europee, contributi presentati al Convegno di Pontignano, Siena 14-15 settembre 1998, 1999.

## Odznaczenia
- Wielki Oficer Orderu Zasługi Republiki Włoskiej (2005, Włochy)[3].

- 2010: Nagroda San Marco, przyznawana przez Akademię San Marco w Pordenone, przyznana jako “przykład do naśladowania oraz punkt odniesienia dla krajowego i międzynarodowego świata akademickiego”[4].